# Дружинский, Исаак Абрамович
Исаак Абрамович Дружинский (1908 — не ранее 1990) — советский учёный в области металлообрабатывающих станков, доктор технических наук, лауреат Сталинской премии.

## Биография
Родился на станции Казанджик (Закаспийская область, Туркестанский край).
После окончания Ленинградского политехнического института (1932) работал инженером-конструктором на Станкостроительном заводе им. Свердлова.
После начала войны 4 июля 1941 года добровольцем вступил в 44-ю стрелковую дивизию народного ополчения 42-й армии Ленинградского фронта. С ноября 1941 г. в 4-й армии, начальник 4-го отделения отдела артснабжения Управления командующего артиллерией, инженер-капитан, затем инженер-майор.

После войны вернулся на прежнее место работы. В 1955 г. защитил кандидатскую диссертацию.
С 1956 г. начальник (главный конструктор) ОКБ № 4, созданного при станкостроительном заводе им. Свердлова для создания специального дистанционно-управляемого оборудования для атомной науки и техники. В 1967 г. вместе с ОКБ № 4 перешёл в ЦКБ машиностроения.
Умер не ранее 1990 года.

## Награды и звания
- Доктор технических наук;
- Сталинская премия 2 степени (1948 год; в составе коллектива) — за разработку конструкции и освоение в производстве отечественного электро-копировально-фрезерного автомата;
- Орден Отечественной войны:
  - Один орден 1 степени (04.12.1944);
  - Два ордена 2 степени (04.07.1944, 06.04.1985);
- Орден Красной Звезды (24.11.1943);
- Медали, в том числе:
  - Медаль «За боевые заслуги» (12.08.1942);
  - Медаль «За оборону Ленинграда» (22.12.1942);
  - Медаль «За победу над Германией в Великой Отечественной войне 1941—1945 гг.» (09.05.1945).

## Научная деятельность
Специалист в области конструирования станков для обработки сложных поверхностей, в том числе для применения в атомной промышленности.

### Сочинения
- Современные методы механической обработки гребных винтов [Текст] / И. А. Дружинский, инж.-механик ; Министерство судостроит. пром-сти СССР. Союзный трест Оргсудопром. — Ленинград : Информ.-изд. отд., 1947 (тип. № 8). — 62 с. : ил.; 22 см.
- Автоматическое копирование на металлорежущих станках [Текст] / Т. Н. Соколов, И. А. Дружинский, лауреаты Сталинской премии. — Москва ; Ленинград : [Ленингр. отд-ние] и 1-я тип. Машгиза в Л., 1949. — 212 с., 5 л. черт. : ил.; 27 см.
- Методы фрезерования пространственно-сложных поверхностей [Текст] / инж. И. А. Дружинский, лауреат Сталинской премии. — Москва ; Ленинград : [Ленингр. отд-ние], 1950 (Ленинград : 1-я тип. Машгиза). — 128 с. : ил.; 22 см.
- Автоматическое управление процессами копирования на металлорежущих станках [Текст] : (Элементы копировальных станков) / Т. Н. Соколов, И. А. Дружинский, лауреаты Сталинской премии. — Москва ; Ленинград : Машгиз. [Ленингр. отд-ние], 1954. — 328 с. : ил.; 23 см.
- Методы обработки сложных поверхностей на металлорежущих станках [Текст] / И. А. Дружинский, лауреат Сталинской премии. — Москва ; Ленинград : Машгиз. [Ленингр. отд-ние], 1955. — 316 с. : ил.; 22 см.
- Анализ систем копирования прямого действия металлорежущих станков : диссертация … кандидата технических наук : 05.00.00. — Ленинград, 1955. — 261 с. : ил.
- Методы обработки сложных поверхностей на металлорежущих станках [Текст] / И. А. Дружинский, канд. техн. наук лауреат Сталинской премии. — 2-е изд., перераб. и доп. — Москва ; Ленинград : Машгиз. [Ленингр. отд-ние], 1961. — 486 с. : ил.; 22 см.
- Методы обработки сложных поверхностей на металлорежущих станках [Текст] / И. А. Дружинский, канд. техн. наук лауреат Гос. премии. — 3-е изд., перераб. и доп. — Москва ; Ленинград : Машиностроение. [Ленингр. отд-ние], 1965. — 599 с., 1 л. схем. : ил.; 22 см.
- Слагаемые качества конструкторских работ [Текст] : (Зап. конструктора). — Ленинград : Лениздат, 1977. — 119 с. : ил.; 20 см.
- Механические цепи [Текст] / И. А. Дружинский, лауреат Гос. премии СССР, д-р техн. наук. — Ленинград : Машиностроение. Ленингр. отд-ние, 1977. — 238 с. : ил.; 22 см.
- Обработка радиоактивных материалов в атомной промышленности / И. А. Дружинский, Г. Н. Новиков. — Москва : Энергоатомиздат, 1987. — 173,[1] с. : ил.; 21 см.
- Концепция конкурентоспособных станков / И. А. Дружинский. — Ленинград : Машиностроение : Ленингр. отд-ние, 1990. — 246,[1] с. : ил.; 22 см; ISBN 5-217-00913-6
- Сложные поверхности : Мат. описание и технол. обеспечение. Справочник / И. А. Дружинский. — Ленинград : Машиностроение : Ленингр. отд-ние, 1985. — 263 с. : ил.; 22 см.